# Val Badia

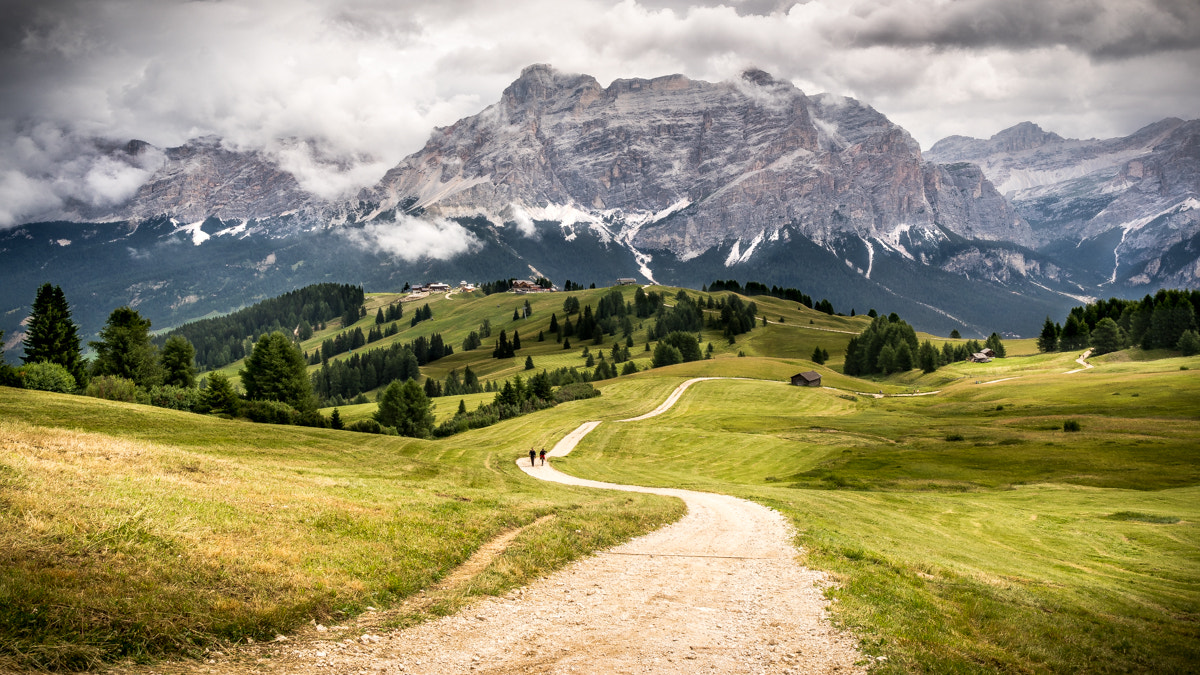
widok na Masyw Sella z Alta Badia

Val Badia (niem. Gadertal) – dolina rzeki Gran Ega w Dolomitach w północnych Włoszech, w regionie Trydent-Górna Adyga, w prowincji Tyrol Południowy 45 km na północny wschód od Bolzano i 130 km na południe od Innsbrucku. Dolina odchodzi od Val Pusteria w miejscowości St. Lorenzen i rozciąga się na długość około 35 km na południe, aż do Masywu Sella.

## Demografia
Rdzenna ludność Val Badia należy do grupy etnicznej Ladynów i porozumiewa się językiem ladyńskim.
Ludność doliny zamieszkuje 9 miejscowości i gmin: Badia, Corvara, Colfosco, Pedraces, La Villa (Badia), La Val, San Cassiano, San Vigilio di Marebbe, San Martin de Tor

## Sport i turystyka
W dolinie znajdują się dwa duże ośrodki sportów zimowych należące do kompleksu narciarskiego Dolomiti Superski: Kronplatz i Alta Badia.
Ośrodek Alta Badia co roku jest gospodarzem jednego z konkursów Pucharu Świata w narciarstwie alpejskim mężczyzn.